# Daniela Lumbroso
Pour les articles homonymes, voir Lumbroso.
Daniela Lumbroso, née le 18 août 1961 à Tunis, est une animatrice de radio et de télévision et une productrice de télévision française.

## Biographie

### Enfance
Daniela Lumbroso est issue d'une famille d'ascendance juive italienne installée en Tunisie. Elle passe les premières années de son enfance à Mahdia avant que ses parents ne quittent la Tunisie pour s’installer en Côte d'Ivoire alors qu'elle a huit ans.

### Audiovisuel
Daniela Lumbroso passe pour la première fois à la télé à l'âge de sept ans : elle doit souhaiter la bonne année en deux langues, français et italien,.
À vingt ans, tout en suivant ses études (maîtrise de sociologie), elle se passionne pour des radios libres dans lesquelles elle fait ses premières armes. Elle présente sa propre émission sur Radio show, puis rejoint la toute jeune NRJ en 1982 où elle présente les flashs d'information aux côtés de Denis Balbir.
En 1983, avec l'avocat Jean-Louis Bessis, ainsi que les journalistes André Bercoff et Guy Sitbon, elle participe à la création de la seconde chaîne de télévision pirate (non autorisée) Canal 5 (la première étant Canal 35 en 1981) ce qui lui vaudra un renvoi en correctionnelle, lequel se soldera par un non-lieu,.
Elle est un des piliers de l'équipe de l'émission L'Oreille en coin à France Inter, qu'elle intègre en 1984, avec Paula Jacques, Kriss Graffiti, Kathia David, Denis Cheissoux, Christine Lamazière, Marie-Odile Monchicourt, Leila Djitli, Emmanuel Denn et quelques autres journalistes.
Elle entre à la télévision en 1984 comme journaliste reporter à la rédaction de TF1, où elle effectue des reportages culture et société pour les journaux télévisés. Elle quitte la chaîne à la privatisation en 1987 et devient animatrice et journaliste sur Antenne 2, aux côtés de Jacques Martin d'abord, dans La Lorgnette, puis anime de nombreuses émissions sur la chaîne telles que Jeux sans frontières, Question de charme en duo avec Georges Beller, La Machine à chanter (premier karaoké à la télévision dont elle a eu l'idée), présente en 1993 les journaux de Télématin, puis le journal de 13 heures en duo avec Gérard Morin pendant l'été et Le Magazine de l'emploi jusqu'en 1994.
En 1994, elle rejoint la chaîne LCI qui vient de voir le jour et anime pendant sept ans LCA (La culture aussi), un talk-show quotidien en direct sur l'actualité de la culture. De Michel Houellebecq à Pierre Boulez, de Jean d'Ormesson à Angelin Preljocaj, de Doc Gynéco à Lauren Bacall, elle y reçoit près de mille invités par an[réf. nécessaire]. Elle est nommée rédactrice en chef et chef du service culture en 1997.
Elle produit et anime au même moment sur TF1 le magazine Culture !, programmé en alternance avec Vol de nuit de Patrick Poivre d'Arvor, puis anime toujours sur TF1 de nombreuses premières parties de soirée dont des spéciales de variétés : Charles Aznavour, Céline Dion, etc. ainsi que l'émission Tubes d'un jour, tubes de toujours.
En 2001, elle rejoint France 2, où elle anime des magazines (Y'a un début à tout, Les Coulisses du pouvoir, Sacrés pères, Comme au cinéma...) et des grandes soirées événementielles comme la Fête de la musique (Trocadéro en 2002 et 2004, Champ-de-Mars en 2003, château de Versailles en 2005, bois de Boulogne en 2009) ou la fête de la chanson française au Zénith puis à L'Olympia.

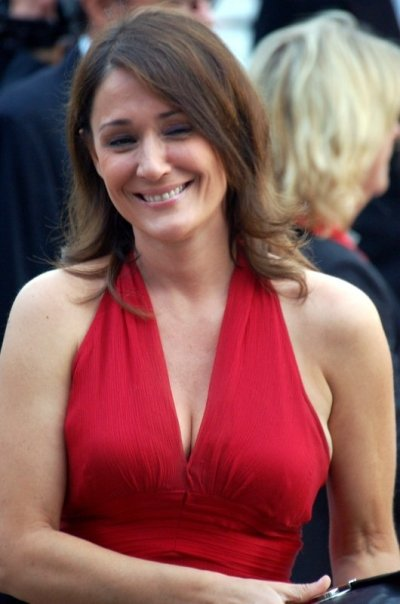
Daniela Lumbroso au Festival de Cannes 2006.

Productrice depuis 2004, sa société Degel Prod est à l'origine de la création de nouveaux formats d'émissions, produits pour France TV, TF1, Arte et les chaînes de la TNT. À partir du 13 septembre 2009, elle produit et présente, tous les dimanches à 17 h 00 sur France 3, Chabada, une émission sur la chanson française qui fait le pont entre les générations, proposant chaque semaine à trois invités stars de la chanson, de reprendre des extraits de chansons des artistes du passé qui ont influencé leur œuvre, ainsi que, une fois par mois sur France 3, une version de cette émission déclinée pour la première partie de soirée. En janvier 2010, elle coanime avec d'autres animateurs du groupe France Télévisions la soirée Pour Haïti dédiée à l'aide aux victimes du tremblement de terre d'Haïti de 2010 et diffusée notamment sur France 2 et France Inter.
En juin 2010, elle anime avec Cyril Féraud Le Tournoi d'orthographe sur France 3. En décembre 2010, elle produit et présente une émission exceptionnelle « Noël sous les étoiles » en plein air place de la Concorde, puis l'année suivante toujours en plein air devant la cathédrale à Strasbourg.
Durant l'été 2011, elle présente sur RTL l'émission Rendez-moi mon portable adaptée d'un concept belge (Touche pas à mon phone sur Bel RTL) : pendant une heure une célébrité française se fait interviewer à travers son portable. Pendant les fêtes de Noël 2011, l'émission est diffusée tous les jours de 15 h à 16 h entre le 26 et le 30 décembre.
Le 7 janvier 2012, elle présente en direct et produit la huitième édition de la fête de la chanson française. L'été 2012, l'émission est reconduite sur RTL les samedis et dimanches de 11 h 30 à 12 h 30.
Elle participe en 2013 à Toute la télé chante pour le Sidaction sur France 2.
En 2015, elle attaque en justice France Télévision et le groupe Lagardère pour contrefaçon de son émission Chabada procès qu'elle gagne en 2017.
Daniela Lumbroso quitte France Bleu à la rentrée 2016, son émission France Bleu Midi, débutée en janvier 2014, n'étant pas reconduite,.
En juin 2016, Jean-Marc Morandini annonce la fermeture de la société Degel Prod, société de production télé de Daniela Lumbroso. L'information est fausse et Daniela Lumbroso porte plainte contre Jean-Marc Morandini pour dénigrement commercial, ce dernier possédant lui aussi des sociétés de production,. Le 5 juin  2019, sur son site, Jean-Marc Morandini annonce que Daniela Lumbroso a perdu son procès en appel[réf. nécessaire].
En 2020 et 2021, elle produit avec sa société « Allez viens, je t'emmène », une émission de variétés diffusée sur France 3 et présentée par Laury Thilleman. Plusieurs numéros ont été programmés.

### Engagement associatif
Daniela Lumbroso parraine en 2006 une campagne pour « l'enfance mal logée ». Depuis 2006, elle est la marraine de cette association, alors gérée par la Fondation de France au profit des associations qui interviennent pour soutenir les familles en difficulté.
Elle soutient également l'association Princesse Margot qui vient en aide aux enfants malades du cancer et à leurs familles, une association de Sœur Emmanuelle (Amis des Enfants), La Société française d’accompagnement et de soins palliatifs (SFAP),,.

### Vie privée
En 1982, Daniela Lumbroso a une relation avec l'avocat Jean-Louis Bessis, avec qui elle a une fille née en 1992, Lola, scénariste, réalisatrice et actrice.
En couple avec Éric Ghebali, ancien secrétaire général de SOS Racisme, et de l'UEJF,,, elle a deux filles, Carla et Flora Ghebali.

### Distinction
- 2009 :  Chevalière de la Légion d'honneur[31]

## Résumé de carrière

### Radio
- 1981 : présentatrice d'une émission sur Radio show.
- 1982 : présentatrice des flash d'information sur NRJ aux côtés de Denis Balbir.
- 1984 : pilier de l'émission L'Oreille en coin sur France Inter, avec aussi Paula Jacques, Kriss Graffiti, Denis Cheissoux et Marie-Odile Monchicourt.
- Été 2011 et 2012, et Noël 2011 : présentatrice et intervieweuse de l'émission Rendez-moi mon portable sur RTL.
- 2014-2016 : animatrice de l'émission France Bleu Midi sur France Bleu.

### Télévision

#### TF1
- Le Mini-Journal  (chroniqueuse) (1985)
- Pirates (1987-1988)
- Cocoparadise (1988)
- Les 90 rugissants (1990)
- Drôle de planète (1997), avec Lynda Lacoste et Viktor Lazlo[32].
- Et si ça vous arrivait (1997-1998)
- Culture (1999-2000)
- Tubes d'un jour, tubes de toujours (1999-2000)
- La soirée spéciale (2000-2001)
- Noël ensemble (2000)
- On aura toujours envie de rire (2001)

#### Antenne 2/France 2
- La Lorgnette  (chroniqueuse) (1987)
- Les Enfants du Rock  (chroniqueuse) (1987)
- Face cachée (1990)
- Concours Eurovision de la chanson 1991 : porte-parole du jury français
- Jeux sans frontières (1991-1992) avec Georges Beller
- Question de charme (1991-1992) avec Georges Beller
- La machine à chanter (1992) avec Gérard Holtz et Sidney
- Journaux de Télématin (1993)
- JT 13 heures (été 1993) avec Gérard Morin
- Le magazine de l'emploi (1993-1994)
- Y a un début à tout (2001-2003)
- Les 7 d'or (2001)
- David contre Goliath (2001-2002), avec David Douillet
- 80 bougies pour Raymond Devos (2002)
- La Chanson numéro 1 (2002-2004)
- La Fête de la musique (2001, 2002, 2003, 2004, 2005, 2009)
- Dolce Italia (2002 à 2005)
- Les plus grandes voix québécoises (2003)
- Les Coulisses du pouvoir (2003-2004)
- Symphonic Show (2003-2006)
- Les 50 ans de l'Olympia (2004)
- Aux enfants de la fête (2004)
- Comme au cinéma (2004-2005)
- Les années Zénith (2005)
- Starmania, 25 ans déjà (2005)
- Choisissez vos chansons (2005)
- Joe Dassin, 40 ans de succès (2005)
- Les victoires de la musique (2002,2005, 2006)
- La fête de la chanson française (2005, 2006, 2007, 2008, 2009, 2010, 2013, 2014, 2015, 2016)
- Les filles au Zénith (2006)
- Gainsbourg toujours (2006)
- Bienvenue chez les fous (2006-2007)
- 20 ans de rire (2007)
- C'est trop bon (2007)
- Le meilleur de la Fête de la chanson française (2017-2018)

#### France 3
- Chabada (2010-2013)
- Le Tournoi d'orthographe (2010) avec Cyril Féraud
- 40 ans, 40 tubes à l'occasion du sommet de la francophonie (2010)
- Chabada le prime Sardou, les tubes de l'été, les Carpentier, Laurent Gerra (2010)
- La fête de la chanson française (2011, 2012)
- Paris-Québec, sous les étoiles (2010-2011)
- Joyeux gospel et bonne année (2012)
- Noël sous les étoiles (Paris en 2010, Strasbourg en 2011, à Reims les 3 et 4 décembre 2012)
- Les Grands comiques du petit écran (2024) : voix-off du documentaire.

#### LCI
- L.C.A. La culture aussi (1994-2001).

#### Autres chaines
- D'un air entendu sur Mezzo (2003-2004)
- Paris-Montréal sur TV5 (2004-2005)

### Productions
Daniela Lumbroso est productrice artistique au sein de la société Degel Prod. Cette société a produit les émissions suivantes :
- La fête de la chanson française (2005 à 2016)
- Sacrés pères (2006)
- Gainsbourg pour toujours (2006)
- Les filles au Zénith (2006)
- Joe Dassin : 40 ans de succès ! (2005)
- Les 20 ans du Zénith (2005)
- Ce que femme veut (2005)
- C'est trop bon (2007)
- 20 ans de rire (2007).
- Le code de la route (2008) TF1
- Manger mieux le grand jeu (2009) TF1
- Chabada (2010) France 3
- Chabada (prime) (2010) France 3
- Paris Québec sous les étoiles (2008 et 2010) Radio Canada, France 2
- La Fête de la musique, du soleil et des tubes (2013 à 2015) France 2

### Discographie
Daniela Lumbroso a enregistré un disque en 1988 sous le pseudonyme de Coco Boer. Le titre en est C'qu'est con riguediguedon. La face B instrumentale est intitulée Version spéciale pour chanter avec tes copines.

### Publications
[réf. incomplète]
[réf. nécessaire]
- en 1998 : Et Marcello n'est pas venu, Grasset, 195 p.  (ISBN 2-246-56041-1) : en hommage à Marcello Mastroianni
- en 2007 : Françoise Dolto : La Vie d'une femme libre, Plon, 270 p.
- en 2023 : Les chansons d'amour guérissent le coeur du monde, avec le psychanalyste Joseph Agostini Éditions Robert Laffont